# Zabelê
Zabelê is een gemeente in de Braziliaanse deelstaat Paraíba. De gemeente telt 2.101 inwoners (schatting 2009).